# Simone Simoni
Simone Simoni, italijanski general, * 1880, † 1944.